# 杭州海底世界

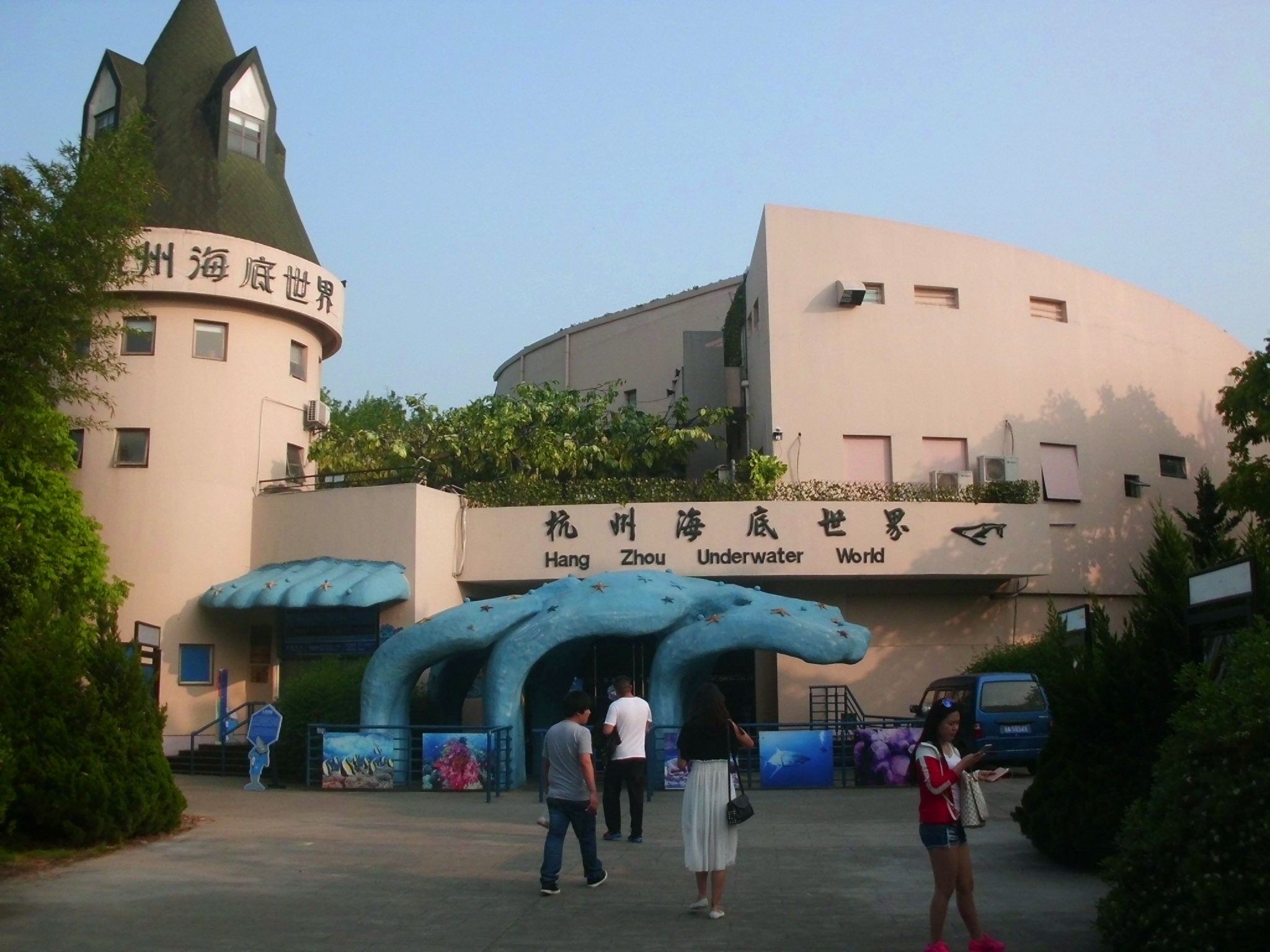
正门

杭州海底世界是杭州西湖东南岸的一个以水生生物、海洋生物为主题，集休闲、观光、科普于一体的大型海洋生物博览馆，1998年10月建成开业，是浙江省最早建成开放的专业性海洋水族馆。位于南山路147号万松岭路口。
2021年11月1日，杭州海底世界正式关闭，11月底之前全部搬迁完毕，动物们会在位于湘湖边的长桥极地海洋公园暂时安家。

## 简介
建筑面积4000平方米，总水体1500吨，饲养各类水生物、海洋动物五百多种。包括大鲨鱼、百岁高龄大海龟、珊瑚海景、热带海水鱼、海狮、海象、海豹等。
主体建筑分为三层，一楼为淡水生物区、海兽表演剧场、海底隧道和海洋剧场；二楼有珊瑚礁生物馆、渔人码头、热带雨林、人鱼同乐；三楼包括企鹅馆、海狮学堂和北极狼馆。

## 游览
门票90元（2012年），身高1—1.3米儿童购儿童票，1米以下儿童免费。开放时间：09:00—17:00；
乘公交12、809、822、K102路、Y1、Y2、Y6、Y9、J6线到万松岭路口下车。